# Presentazione al Tempio (Angelico)
La Presentazione di Gesù al Tempio è uno degli affreschi di Beato Angelico che decorano il convento di San Marco a Firenze. Misura 151x131 cm e si tratta di una delle opere sicuramente autografe del maestro, risalente al 1438-1440.

## Storia
L'Angelico si dedicò alla decorazione di San Marco su incarico di Cosimo de' Medici, tra il 1438 e il 1445, anno della sua partenza per Roma, per poi tornarvi negli anni 1450, quando completò alcuni affreschi e si dedicò alla statura di codici miniati per il convento stesso.
Molto si è scritto circa l'autografia dell'Angelico per un complesso di decorazioni di così ampia portata, realizzato in tempi relativamente brevi. Gli affreschi del piano terra vengono concordemente attribuiti all'Angelico, mentre più incerta e discussa è l'attribuzione dei quarantatré affreschi delle celle e dei tre dei corridoio del primo piano. Se i contemporanei come Giuliano Lapaccini attribuiscono tutti gli affreschi all'Angelico, oggi, per un mero calcolo pratico del tempo necessario a un individuo per portare a termine un'opera del genere e per studi stilistici che evidenziano tre o quattro mani diverse, si tende a attribuire all'Angelico l'intera sovrintendenza della decorazione ma l'autografia di solo un ristretto numero di affreschi, mentre i restanti si pensa che vennero dipinti su suo cartone o nel suo stile da allievi, tra cui Benozzo Gozzoli.
La Presentazione al Tempio si trova nella cella 10 del corridoio Est, lato esterno, nella fila di celle da cui si ritiene che sia iniziata la decorazione (databile al 1440-1441), e fa parte di quel ristretto numero di opere di attribuzione diretta al maestro, almeno per una parte sostanziale dell'affresco.
La scena è quella che in fase di restauro (1981) ha rivelato le maggiori sorprese: lo sfondo rosso è stato rimosso rivelando una delicata ambientazione architettonica e riportando come all'origine gli intervalli di spazio e i rapporti di luce; le figure laterali e il Bambin Gesù inoltre erano state ridipinte nel XIX secolo, e ne è stata riscoperta l'autografia angelichiana.

## Descrizione e stile

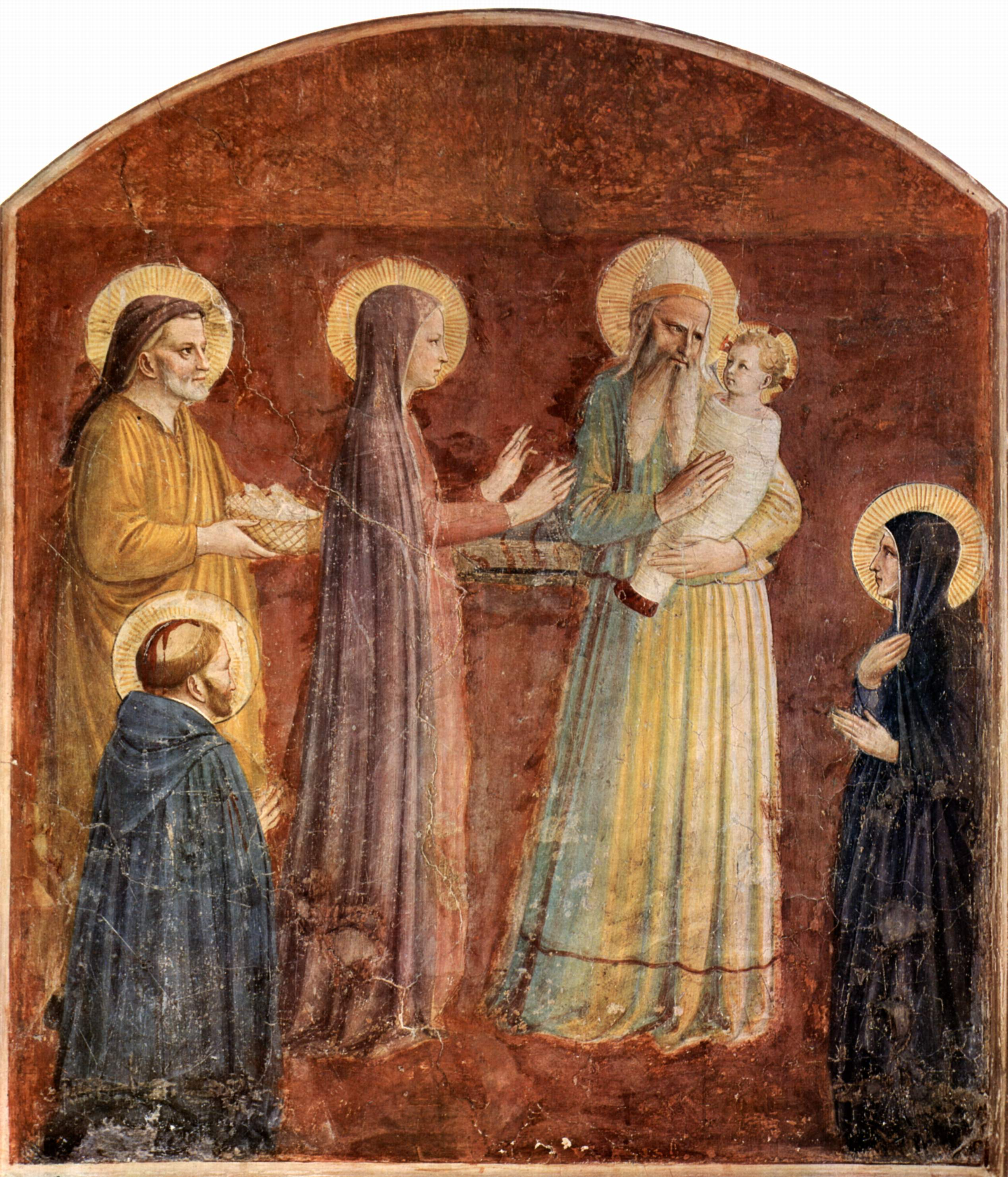
Prima del restauro

La scena, come altre del ciclo dipinto, è impostata secondo un senso di immobilità, che lo sfondo regolare accentua isolando le figure principale e evitando qualunque distrazione che allontani la mente dai confini della scena. Al centro si trova un altare dove arde una fiamma, davanti al quale il sacerdote Simeone tiene in braccio affettuosamente il piccolo Gesù. La Madonna di profilo, così simile a quella della Trasfigurazione, allunga le braccia verso il figlio, mentre dietro di lei si trova san Giuseppe con un cesto di offerte. La nicchia chiara dà l'impressione di aprirsi illusionisticamente sul muro e il suo arco, con decorazione a conchiglia, ricalca la forma dell'arco della volta della cella, in una continuità spaziale tra architettura reale e architettura dipinta.
Ai lati assistono alla scena san Pietro Martire e la beata Villana, due santi legati all'ordine domenicano, in particolare all'ambiente fiorentino.
Le figure sono allungate, ma un efficace chiaroscuro evita di farle apparire eteree come nell'arte gotica. Soprattutto la veste di san Simeone è colpita incisivamente dalla luce, che ne esalta i riflessi cangianti al variare della profondità.
I personaggi appaiono semplificati e alleggeriti, la cromia tenue, che il restauro ha rivelato più brillante e ricca di sfumature di quello che si pensasse originariamente. In tali contesti la forte plasticità di forma e colore, derivata da Masaccio, crea per contrasto un senso di viva astrazione.